# 日本グラウンド・ゴルフ協会
公益社団法人日本グラウンド・ゴルフ協会（にほんグラウンド・ゴルフきょうかい）は、日本におけるグラウンド・ゴルフの国内競技連盟である。日本スポーツ協会に加盟している。

## 沿革
- 1983年7月 - 設立
- 1992年4月 - 日本体育協会に準加盟
- 1994年11月 - 社団法人化
- 1995年3月 - 日本体育協会に正式加盟
- 2008年12月 - 民法改正により特例社団法人化。団体名称は社団法人のまま。
- 2010年11月 - 公益法人認定法上の公益社団法人へ移行

## 大会
- 全国グラウンド・ゴルフ交歓大会